# Dolichopus alberecrus
Dolichopus alberecrus är en tvåvingeart som beskrevs av Johann Christian Carl Gunther 1982. Dolichopus alberecrus ingår i släktet Dolichopus och familjen styltflugor.
Artens utbredningsområde är Illinois. Inga underarter finns listade i Catalogue of Life.